# 郑人予
鄭人予（1996年8月30日—）中國男歌手，出生於四川省雅安市，畢業於西南大學音樂學院音樂教育系。2020年，參加優酷選拔《少年之名》。同年8月28日，在總決賽成團夜以2,932,252票獲第六名，以成員名義加入S.K.Y（天空少年）組合，擔當主Vocal和原創。粉絲名為小人魚，應援色為生如狂瀾

## 經歷
2017年12月，参加选秀节目《星动亚洲》第三季。
2020年6月，參加優酷偶像男团竞演养成类真人秀节目《少年之名》。在第一輪公演中演唱《用盡我的一切奔向你》，雖然沒有個人部分，卻因唱功穩定和天籟高音，與負責rap的隊員被譽為神仙組合。在第二輪公演中演唱原創曲目《當帷幕落下》後獲大眾好評，在第三輪公演演唱曲目《後來的我們》獲得小組第一、個人票數全場第一。第四輪公演演唱《失控》個人票數也獲全場第一。。最终獲得第六名，並以限定組合S.K.Y成员身份成团出道。

## 音乐作品

### 單曲列表
原創歌曲
| 原創歌曲             | 詳細                                                                | 備註         |
| 《當帷幕落下》       | 《少年之名》第四期原創歌曲                                          |              |
| 《All You》          | 《少年之名》少年未完成派對                                          |              |
| 《因為你，我勇敢》   | 《少年之名》決賽片尾曲                                              |              |
| 《我永遠記得》       | 2020年8月30日最新單曲                                               |              |
| 《秘愛》             | 網劇《師爺請自重》插曲                                              |              |
| 《失去水的魚》       | 高中時候的原創                                                      |              |
| 《是心動怎麼辦》     | 電視劇《別想打擾我學習》插曲                                        | 參與作曲部分 |
| 《你是我时光的秘密》 | 大陸真人秀《平行時空遇見你》以見鍾秦-《你是我时光的秘密》主題曲     | 參與作曲部分 |
| 《我已决定》         | 大陸真人秀《平行時空遇見你》李一桐、王彦霖-《如果爱情有味道》主題曲 |              |
| 《下個世紀》         | 收錄於S.K.Y第二張專輯《時間的信札》                                 |              |

OST 
| 發佈日期       | 曲目               | 影視名稱                                 | 備註                    |
| 2020年5月6日   | 秘愛               | 網劇《師爺請自重》插曲                   | 與唐宇涵、鐘卓融合唱    |
| 2020年11月11日 | 心的停靠           | 電視劇《青春創世紀》插曲                 | Rap部分由鍾卓融合唱     |
| 2020年11月19日 | 無人之地           | 電視劇《青春創世紀》插曲                 | 與S.K.Y天空少年全員合唱 |
| 2020年12月3日  | 幻像               | 電視劇《青春創世紀》插曲                 |                         |
| 2020年12月3日  | 鯨魚               | 電視劇《青春創世紀》插曲                 |                         |
| 2021年3月18日  | 是心動怎麼辦       | 電視劇《別想打擾我學習》插曲             |                         |
| 2021年4月24日  | 尋找四葉草         | 電視劇《烏鴉小姐與蜥蜴先生》片頭曲       | 與賴美雲合唱            |
| 2021年5月4日   | 心動是有你在我身旁 | 電視劇《烏鴉小姐與蜥蜴先生》插曲         |                         |
| 2021年8月4日   | 江上往来人         | 節目《江上往來人——尋韻長江古詩詞》主題曲 | 與苗霖合唱              |

## 外部連結
- 郑人予的新浪微博
- 郑人予的Instagram帳戶